# Terremoto del sur de Napa de 2014
El terremoto de Napa de 2014 fue un terremoto ocurrido a las 03:20 hora local (10:20 UTC) del domingo 24 de agosto de 2014, que alcanzó una magnitud de 6,0 (MW). Según el USGS, el epicentro se localizó a 9 kilómetros al sudoeste de la ciudad de Napa al norte de la ciudad de San Francisco, Estados Unidos. El sismo se ubicó a una profundidad de 11,2 km bajo la corteza terrestre. 
Fue el temblor más fuerte en la Bahía de San Francisco desde el terremoto de Loma Prieta en 1989.

## Consecuencias
El sismo no solo dejó daños, sino que provocó la muerte de 1 persona e hirió a unas 220. Provocó el corte de suministro eléctrico a más de 68.000 personas en los condados de Napa y Sonoma.
El 25 de agosto, el gobernador de California, Jerry Brown, declaró el estado de emergencia en la zona.